# Renate Lerperger
Renate Lerperger (* 13. November 1956 in Klosterneuburg) ist eine österreichische Schriftstellerin.

## Leben
Renate Lerperger besuchte in St. Andrä-Wördern die Volksschule und in Klosterneuburg das Gymnasium und studierte an der Universität Wien Anglistik und Germanistik. Von 1980 bis 1984 war sie Studienassistentin am Germanistischen Institut der Universität Wien. Danach war sie Sprachlehrerin am Sprachinstitut der Industrie. Lerperger arbeitete in der Erwachsenenbildung, organisierte Symposien, erstellte einen Katalog für die Österreichische Franz Kafka Gesellschaft und erstellte eine Ausstellung für die Österreichische Nationalbibliothek zu Max Brod.

## Auszeichnungen
- 1988 Anerkennungspreis des Landes Niederösterreich für Literatur
- 2001 Theodor-Körner-Preis

## Publikationen
- Schwarze Gedichte, blaue Gedichte. Lyrik, Grasl Verlag, Baden 1986.
- mit Rainer Füreder (Illustrationen): Verschränkungen. Gedichte, Illustrationen von Literaturedition Niederösterreich, St. Pölten 1993.

## Vertonungen
- mit Johannes Holik: Der Türkensturm. 1998 uraufgeführt in der Stiftskirche Klosterneuburg
- mit Georg Weidinger: Verschränkungen. Liederzyklus, 1998 uraufgeführt in der Alten Schmiede in Wien, Aufnahme 1999

| Personendaten    | Personendaten                    |
| ---------------- | -------------------------------- |
| NAME             | Lerperger, Renate                |
| KURZBESCHREIBUNG | österreichische Schriftstellerin |
| GEBURTSDATUM     | 13. November 1956                |
| GEBURTSORT       | Klosterneuburg                   |